# Humaide ibne Maiufe Alhajuri
Humaide ibne Maiufe Alhajuri (Ḥumayd ibn Ma'yūf al-Ḥajūrī - lit. "Humaide, filho de Maiufe Alhajuri") foi um comandante árabe em serviço do Califado Abássida no começo do século IX.

## Vida

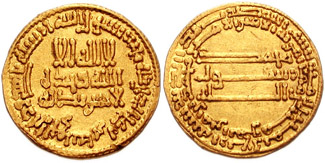
Dirrã de Harune Arraxide r.

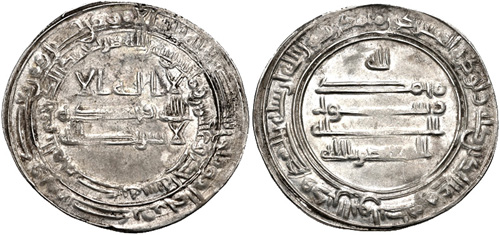
Dirrã de Almotácime r.

Humaide originou-se numa família nobre árabe (axerafe) assentada na planície de Guta em torno de Damasco. Começando com seu bisavô, Maiufe ibne Iáia Alhujari, sua família lealmente serviu o Califado Abássida e ascendeu à proeminência na Síria. Em 806, segundo Atabari o califa Harune Arraxide encarregou Humaide com "as costas do Levante do Mediterrâneo Oriental tão longe quanto o Egito".Humaide foi enviado num raide no Chipre, enquanto o califa liderou uma grande invasão ao Império Bizantino na Ásia Menor. Ele devastou a ilha, carregando consigo muito saque e 16 000 habitantes, incluindo o bispo local, que seriam vendidos como escravos nos mercados de Rafica, sob supervisão do alcaide Abu Bactari Uabe ibne Uabe.
No ano seguinte, ele velejou em outra expedição contra o Império Bizantino, dessa ver mirando Rodes. A ilha foi saqueada, mas a cidade de Rodes resistiu as suas tentativas de captura. Em sua viagem de retorno, aportou em Mira, onde tentou destruir a tumba de São Nicolau. Uma tempestade afundaria alguns de seus navios e forçou-o a retirar-se, tendo os locais atribuído o evento à intervenção do santo.
As vezes considera-se que antes de atacar Rodes, Humaide liderou sua frota para o Peloponeso, onde auxiliou ou mesmo fomentou uma revolta dos eslavos locais, liderando um cerco mal-sucedido ao porto de Patras. É igualmente possível, por sua vez, que os relatos da participação árabe nestes eventos são resultado duma interpolação posterior, misturando a revolta eslava real com raides árabes subsequentes.
No final da década de 810 ou de 820, após o breve mandato de seu pai, Humaide governou Damasco como representando dum governador ausente do Junde de Damasco; Paul M. Cobb deduz que o último era Nácer ibne Camza, significando que o mandato de Humaide pode ter durado até a nomeação de Abu Ixaque, o futuro Almotácime, como governador da Síria em 828.